# Wolfgang Viöl
Wolfgang Viöl (* 19. September 1959 in Düsseldorf) ist ein deutscher Physiker und Hochschullehrer.

## Leben
Wolfgang Viöl studierte ab 1979 an der Heinrich-Heine-Universität Düsseldorf Physik. Sein Diplomthema war der Nachweis der atomaren Teilchenkonzentration in einer gepulsten Sauerstoffentladung mit Hilfe der Resonanzfluoreszenz.
Während seiner Promotionszeit war Wolfgang Viöl als wissenschaftlicher Mitarbeiter auf dem Gebiet der Hochleistungs-CO₂-Laser am Institut für Laser- und Plasmaphysik der Universität Düsseldorf unter Jürgen Uhlenbusch tätig. Die Dissertation schloss er mit summa cum laude ab.
Nach Abschluss seiner Doktorarbeit blieb Viöl bis 1994 als wissenschaftlicher Assistent am Laser- und Plasmainstitut der Universität Düsseldorf tätig. 1994 habilitierte sich Viöl an der Heinrich-Heine-Universität Düsseldorf für das Fach Experimentalphysik, woraufhin er bis 2001 als Privatdozent an der Universität Düsseldorf tätig wurde.
Im Jahr 1994 folgte er einem Ruf an den Fachbereich PMF (Physik, Mess- und Feinwerktechnik) (heute Fakultät für Naturwissenschaft und Technik) am Standort Göttingen der Fachhochschule Hildesheim/Holzminden/Göttingen (heute HAWK). Hier lehrt er u. a. in den Fächern Laserwerkstoffbearbeitung und Plasmatechnolgie. Im Jahr 2001 nahm Viöl neben seiner Lehrtätigkeit in Göttingen einen Lehrauftrag an der TU Clausthal an. Hier war er zunächst als Privatdozent tätig, bis er im Jahr 2011 den Status des außerplanmäßigen Professors erhielt.
Neben seiner lehrenden Tätigkeit baute Wolfgang Viöl ein Netzwerk aus Industriepartnern und forschenden Instituten auf. 2002 mündete dies zunächst in seiner Tätigkeit als  Institutsleiter des Instituts für Mechatronik und angewandte Photonik von N-transfer GmbH. 
Im Jahr 2004 erhielt Viöl den Kooperationspreis des Landes Niedersachsen, drei Jahre später den Niedersächsischen Wissenschaftspreis.
In den Jahren 2008–2010 war er als Institutsdirektor des Laser-Laboratoriums Göttingen tätig. Seit 2011 ist er Vizepräsident für Forschung und Transfer der HAWK, und Vorsitzender des Measurement Valley e.V. Im darauf folgenden Jahr gelang es ihm und seinem Team, das Fraunhofer-Institut IST Anwendungszentrum für Plasma und Photonik APP an den Standort der HAWK in Göttingen zu holen, dessen Leitung er ebenfalls übernahm.
Bis 2018 konnte Viöl etwa 250 wissenschaftliche Veröffentlichungen, weit über 100 Patente und 375 Fachvorträge im In- und Ausland verzeichnen.
Wolfgang Viöl ist verheiratet und hat vier Kinder.

## Auszeichnungen
- Joseph-von-Fraunhofer-Preis Technik für den Menschen 2015
- Innovationspreis der Stiftung der Familie Klee 2015
- Ferchau Innovationspreis 2013 für Plasmamedizinische Therapie von Hautkrankheiten
- Josef Umdasch Forschungspreis 2012 für Plasmabehandlung von Holz
- Wissenschaftspreis Niedersachsen 2007 für einen herausragenden Wissenschaftler
- Kooperationspreises 2004 des Landes Niedersachsen für erfolgreiche Partnerschaften zwischen Wissenschaft und Wirtschaft